# 마르크스주의 경제학
마르크스 경제학(Marx 經濟學)은 마르크스주의의 사상에 바탕을 둔 경제사상으로, 카를 마르크스가 《자본론》(資本論)을 중심으로 전개하고, 카를 카우츠키, N.레닌 등 후계자가 계승·발전시킨 경제학이다.

## 사상적 배경
마르크스 경제학은 이전의 고전파 경제학과 밀접한 연관을 맺고 있다.
방법론적으로 마르크스 경제학은 헤겔의 변증법에 영향을 받은 변증법적 유물론을 채택하고 있다.

## 역사

### 《자본론》
마르크스 경제학은 칼 마르크스의 대표작 《자본론》에 집대성되어 있다. 《자본론》 집필 이전 마르크스는 1848년 독일 혁명의 실패 이후 영국에 망명하여 애덤 스미스, 데이비드 리카도 등의 경제학을 공부하였다. 1859년에는 그의 주저의 서장이라고도 볼 수 있는 『경제학 비판』을 완성시켰고, 1867년에 가서는 '사회주의의 성전'이라고 불리게 된 주저 『자본론』의 제1권 『자본의 생산과정』을 완성시켰다.
《자본론》은 본래 총 4권으로 계획되었으나, 마르크스가 1권만을 완성한 채 사망하였기 때문에, 제2권 《자본의 유통과정》(1885)과 제3권 《자본주의적 생산의 총과정》(1894)은 엥겔스의 손에 의해 출간되었으며, 《자본론》의 제4권에 해당되는 《잉여가치학설사》는 1904년에 이르러 카를 카우츠키에 의해서 출판되었다.
《자본론》에서 마르크스는 자신의 기존의 유물론적 변증법과 사회주의의 토대 위에 사회의 본질인 경제에 대한 해석을 시도하였다. 그 견해에 의하면 일체의 경제행위는 언제나 일정한 사회적 관련 밑에서 이루어진다는 것이며, 궁극적으로 인간은 그 경제와 행위에 의해서 사회화되고 그것에 의해서 사회적 작위, 나아가서는 그 행동이나 의욕이 결정된다고 말하고 있다. 따라서 인간은 사회적인 존재로서 행동하게 된다는 것인데, 바꾸어 말하면 일정한 사회계급의 성원으로서 행동하게 된다는 것이다.
마르크스는 서문에서 "나의 변증법은 원칙적으로 헤겔의 그것과는 다르며 오히려 그 반대인 것이다. 헤겔의 견해에 의하면 그가 관념이라는 명칭하에 하나의 독립된 주체로 만들어 버렸던 사유의 과정은 현실적인 것의 창조이며, 현실적인 것은 그 외면적인 표현을 하는 것에 불과하다. 그러나 나에게는 관념적인 것은 인간의 머리 속에서 변화된 물질적인 것에 불과하다"라고 기술하고 있다. 마르크스의 이러한 주장은 인류의 문화적·정신적 발전의 근간에는 경제적이고 사회적인 관계가 놓여 있다는 의미이다.
사회가 발전함에 따라 사회는 새로운 생산 양식을 발전시킨다. 그러나 시간이 지남에 따라 이 생산 양식은 더 이상 생산력 발전을 도모하지 못하고 오히려 그것을 방해하는 장애물이 된다. 그리하여 또다시 새로운 생산 양식이 혁명적인 방식으로 등장하여 인류는 폭발적인 생산력 발전을 경험하게 되는 것이다. 이러한 과정을 거쳐서 헤겔의 유심적인 변증법은 마르크스에게 이르러 유물론적 변증법이 된 것이다. 이 유물사관에 의하면 인간사회의 역사는 생산관계의 상이에 의하여 제약된 계급투쟁의 역사라고 보지 않을 수 없다. 그는 생산력의 발달은 필연적으로 현존 사회를 해소하고 새로운 사회, 즉 이제까지의 사회적 모순을 영구히 제거할 수 있는 사회가 건설될 것이라고 믿었다.

## 마르크스주의 유물론

### 변증법적 유물론
이 이론은 역사의 발전을 물질적 존재의 발전과 동일시여기는 소위 마르크스주의식 인식론이다. 변증벅적 유물론은 카를 마르크스가 변증법과 유물론을 결합하여 만든 하나의 사상 체계이며, 과학적 사회주의의 세계관이자 마르크스주의적 역사 해석이기도 하다. 1938년 이오시프 스탈린은 이에 대해서 자신만의 독자적인 해석을 추구하며, 마르크스-레닌주의의 세계관으로 발전시켰다.

### 사적 유물론
경제 분야 설명에 있어 한계를 느낀 마르크스주의자들은 사적 유물론으로 생산관계와 계급 투쟁을 설명하였다. 이들에 따르면 생산력과 생산관계는 변증법적으로 얽혀 있다고 말한다. 따라서 이 이론은 마르크스주의식 사회과학이라고 할 수 있다.

## 이론

### 자본축적론
자본축적론에서는 자본주의적 생산과정에서의 자본의 원천과 그 축적의 요령, 자본축적을 규정하는 조건, 그리고 자본축적이 가져다 주는 여러 결과 따위를 으뜸되는 분석의 대상으로 삼고 있다.
자본주의적 생산에 있어서 자본가가 지불한 노동력의 가치 이상으로 생산된 부분을 '잉여가치'라 부르는데, 자본의 축적은 그 잉여가치의 일부가 자본으로 전화(轉化)하는 것을 뜻한다. 축적 과정에서 자본은 자본가에 의해서 취득된 지불되지 않은 노동의 누적이며 과거의 지불되지 않은 노동에 의해서 신규의 노동력이 구입된다. 노동자는 자기의 과거 노동에 의해서 오늘날의 노동을 계속 지불받는다. 자본가는 그것에 의해서 더 많은 무상 노동을 취득한다는 주장이다. 이것이 바로 자본축적과 자본주의적 확대 재생산 과정의 본질적인 관계이다. 그것은 또 자본주의적 생산관계의 확대 재생산의 과정이다.
잉여가치의 일부는 자본축적에, 나머지는 자본가 소비에 충당된다. 축적의 크기는 분할이 행해지는 비율에 따라서 결정된다. 그것은 자본가의 의지를 매개(媒介)로 하여 행해지나 그것은 결코 자의적(恣意的)인 것일 수는 없다. 자본주의 사회에서는 여러 자본간의 부단한 경쟁이 개개의 자본가에게 부단한 축적을 강요하는 까닭이다. 또 자본축적의 비율은 자본주의가 직면하는 가지가지의 역사적 발전단계에 의해서도 규정되기 때문이다. 따라서 자본가는 자본의 축적과정에서는 결코 완전히 자유로운 것이 아니며, 축적기구의 하나의 동륜(動輪)인 것이며 또한 인격화된 자본으로서 행동하는 것이다.
자본주의적 생산의 초기에는 축적된 자본의 절대량이 적고 따라서 생산되는 잉여가치의 양도 적기 때문에 자본의 자본의 축적을 급속하게 행하기 위해서는 자본가의 개인적 소비를 최대한 억제할 필요가 있었다. 그래서 초기적 자본주의에 있어서는 절약과 금욕(禁慾)이 장려된 것이다. 그러나 자본주의적 생산이 발전하고 취득되는 잉여가치의 양이 증대함에 따라서 자본가 편에서의 축적과 소비의 대립은 차차 완화하게 된다. 나아가서는 거대한 신용과 투기의 기구, 독점 등이 존재하는 자본주의의 고도한 발전단계에서는 유통과정에 있어서의 거대한 자본력을 구사한 거래나 국가와의 밀착된 관계, 정치적 거래 등이
자본축적의 중요한 요소가 될 수 있다는 주장이다. 거기에서는 축적과 소비와의 대립은 후퇴하고, 사치와 낭비, 정치적 비용, 거대한 유통비용, 노동자의 채용에 필요한 비용 등이 사업 경영상 필요하게 된다. 이러한 요소는 본래의 축적을 제한하는 작용도 하겠지만, 그들은 결국 급속한 확대를 위한 프리미엄(수수료)이라고 생각되는 것이다.
그런데 자본주의가 계속적인 재생산 과정에 들어가기 위해서는 그것을 위한 전제조건을 형성하는 과정을 필요로 한다. 그러한 과정을 일컬어, '자본의 본원적 축적 과정'이라 부른다. 그것은 요컨대 처음에 어떻게 하여 한편으로는 자본으로 투입되며, 자기를 증식(增殖)시키는 데 필요한 일정액의 화폐가 집적되고, 다른 한편으로는 인격적으로 자유롭고, 동시에 노동력을 제공함으로써 생활해야 할 노동자가 출현했는가를 보여주는 역사적 과정이며, 자본주의적 생산양식의 역사적 전제(前提)를 이루는 과정이다.
자본주의적 생산이 행해지기 위한 이상과 같은 조건은 봉건사회 내부에서의 역사적인 여러 조건들에 의해서 점차로 형성되어 왔다. 자본주의적 생산관계의 발생은 상품=화폐경제의 확대로 말미암아 한편에서는 도시에 있어서의 화폐적 부(富)의 축적, 다른 한편에서는 경쟁을 통한 중소상품 생산자의 몰락에 의한 빈한한 노동자의 출현을 보게 되며, 봉건제도를 내부에서 붕괴시켜 가는 것이다. 이 과정에서는 농촌의 생산자가 토지에서 떨어져 나가는 것이 불가결의 요건을 이루는 것이며, 화폐의 집적과 농민의 분해의 과정이 쉽사리 진행되지 않는 경우에는 권력을 배경으로 한 자본가의 강력한 작용으로 추진시키는 것이다. 절대주의 국가들에 있어서의 중상주의적 여러 정책과 식민지의 약탈이란 화폐적 부의 집적과 내외의 시장을 개척하기 위한 수탈(收奪)의 체계이며, 자본의 본원적 축적을 추진하는 주요한 지렛대 구실을 했던 것이다.
자본축적의 진행은 자본총액을 증대시키는데, 그 때에 자본의 내부구성을 변화시키게 된다. 자본은 기계·건물·원료 등의 불변자본(c)과, 노동력으로 형성되는 가변자본(v)으로 구분된다.
그리고 자본의 축적이나 갱신이 있을 때에는 기계나 기술상의 개선이 도입된다. 이것은 생산력의 발전이 자본가에게 특별한 잉여가치를 주기 때문이며, 또 어떤 기업이 그러한 개선을 단행한다면 다른 기업도 경쟁하기 위하여 같은 조치를 취할 필요가 있기 때문이다. 그래서 생산력이 발전함에 따라서 자본의 내부에서 생산수단으로서 존재하는 부분의 분량이 그것을 운동시키는 데 필요한 노동력의 분량보다도 상대적으로 급속히 증대하여 온다.
이 사실을 지칭하여 '자본의 유기적 구성의 고도화'라 말하고 있다. '자본의 유기적 구성'은 일반적으로 C/V로 표현하며 이 비율이 커질수록 유기적 구성은 고도화했다고 말하는 것이다.
자본축적은 또 개개의 자본의 규모를 증대시킨다. 이것은 자본의 집적과 집중을 통하여 행하여진다. '자본의 집적'이라는 것은 자본가가 취득한 잉여가치를 자본으로 전화시킴으로써 자본을 점차로 증대시키는 것이며 '자본의 집중'이란 몇 개의 자본을 결합시킴으로써 자본의 가치를 증대시키는 것을 의미한다. 우선 자본의 집적 과정에서는 사회적 총자본의 절대량이 증대함과 동시에 자립적 여러 자본의 수요도 늘어난다. 그것은 생산수단과 노동력에 대한 자본의 지배영역이 확대되는 것과 동시에 증대해가는 개별적인 여러 자본 사이에서의 상호적인 반발(反撥)의 증가도 의미한다. 이러한 자본의 집적은 잉여가치를 자본에 전화하는 비율에 따라서 결정되므로 자본증식의 방법으로서는 기술적으로도 사회적으로도 한도가 있다. 그래서 자본의 집적만으로는 자본가의 집적 충동을 충분히 만족시키지는 못하며 그 결과, 자본의 집적은 필연적으로 자본의 집중을 뒤따르게 한다는 주장이다.
다음으로 자본의 집중에서는 사회의 자본 총액을 증대하지 않으며 현존하는 개별 자본간의 배분(配分)이 달라지는 것으로서 잉여가치의 생산량이나 그의 자본으로의 전화 비율에 따라서 제약받지 않으므로 개별 자본을 급속하게 증대시킬 수가 있다. 그것은 잉여가치 증대의 전제조건을 극히 단기간에 만들어내는 것을 뜻하므로 자본의 집중은 개별 자본의 보다 가속화된 집적의 기점(起点)이 되는 것이다.
이러한 자본의 집적과 집중의 진행은 보다 소수의 자본가가 보다 많은 생산수단을 지배하며 보다 다수의 임금 노동자를 동일한 자본, 동일한 생산과정하에 조직화시킴을 뜻하므로 노동자의 반항을 한층 강력하게 한다고 설명한다.
자본축적의 진행은 또 자본의 유기적 구성의 고도화를 뒤따르게 하며 그 결과로 노동자의 일부가 자본에 있어서는 과잉한 인구로서 누진적으로 형성되는 것이 된다. 그것은 자본의 축적속도와 비교하면 상대적으로 과잉이므로 그것을 '상대적 과잉인구'라 일컫는다. 그것은 자본에 있어서는 항상 자유롭게 사용할 수 있는 실업자군(群)을 준비하는 것이 되므로 그러한 뜻에서 상대적 과잉인구는 '산업예비군'이라고도 불린다. 그 존재는 노동조건을 압박하는 요인이 되고 있다.
자본의 축적은 바로 한편에서는 부의 축적, 다른 한편에서는 임금 노동력의 축적이 되며 이들이 서로가 원인이 되며 결과가 된다. 이것이 자본주의적 축적의 절대적·일반적 법칙이라 주장되고 있다.

### 재생산론·공황론
전반적 과잉생산 공황은 자본주의 사회의 특유한 현상이며 자본주의의 기본적 모순, 즉 생산의 사회적 성격과 그 성과를 취득하는 자본주의적 사적(私的) 성격 사이의 모순에 의하여 야기되는 불가피한 현상이라는 설이다. 그러나 모순의 존재가 단번에 공황으로 통하는 것은 아니며 자본주의의 발전과 함께 그 모순이 일정한 성숙도에 도달하여 비로소 공황을 발생시킨다고 주장한다.
자본주의의 생산양식하에서의 재생산 또는 확대 재생산을 위해서는 자본주의적 생산의 결과이고 동시에 그 전제도 되는 부와 빈곤의 적대적 관계에 더하여 물질적 생산요소들과 소비수단이 충분히 존재할 것을 필요로 한다. 이들 여러 수단이 사회 총자본의 재생산을 위하여 어떻게하여 확보되는가 하는 것은 마르크스의 재생산 표식(表式)에 나타나 있다. 이 표식에 있어서 지적되고 있는 재생산의 조건－법칙은 공황이라는 현상을 설명하는 것이다.
우선 그와 같은 조건은 자본주의의 기본적 모순이 사회적으로 전개하기 위한 조건이 된다. 다음으로 그러한 조건을 통하여 기본적 모순이 공황의 참다운 원인인 자본주의의 내재적 모순, 즉 생산과 소비의 모순에 전화하기 때문이라 한다. 또 그 조건들은 균형이라는 가정하에 성립되므로, 생산과 소비의 모순이 단번에 재생산의 불균형·과잉생산을 의미할 수 없고 이것은 과소소비설에 대한 유력한 비판이 되고 있다. 마르크스의 공황론에 있어서는 생산과 소비의 모순을 생기게 하는 원인인 기본적 모순이 동시에 전반적 과잉을 야기시키는 것과 같은 불비례(不比例)를 가져온다고 설명하고 있다.
자본주의적 생산에 있어서는 생산수단, 생산부문, 소비수단, 생산부문의 불균등 발전이 필연적이라 한다. 부문별 이윤율이 달라진다면 그것은 당연한 귀결이다. 우선 생산수단, 생산부문의 불균등한 발전이 촉진되고 불비례적인 확장의 결과로, 이윽고 이 부문에서 과잉생산이 표면화된다는 설이다. 그것은 불가피하게 소비수단, 생산부문에도 확장되어 과잉생산을 전반화시킨다. 그리하여 그 과잉부분의 가치가 파괴되고, 그에 의하여 이윤회복의 전망이 섰을 때에 생산의 회복이 비롯되는 것이다. 재생산의 조건과 이윤율은 이 과정에서도 생산을 상승시키는 작용을 해낸다. 이와 같이 생산의 팽창·수축이라는 순환적 운동은 불가피한 것이 된다고 한다.
이상에서 검토한 바와 같이 자본주의하에서의 생산력의 발전은 부문간의 불균등한 발전을 촉진시키고, 그것은 생산과 소비의 모순을 발전시키며, 또 이윤을 목적으로 하는 무질서한 자본의 운동이 된다. 따라서 공황의 발생은 피하기 어려우며 대중의 생활은 보다 더 궁핍해진다는 설이다. 이러한 상황은 사회주의 사회에 있어서는 불균등 발전이 대중의 생활수준은 향상시키면서 계획적·조화적으로 행하여진다는 주장과는 대조적이라 하겠다.
그런데, 이상과 같은 자본주의적 생산의 특유한 순환운동은 고정자본의 갱신과 축적의 특수한 조건에 의하여 일정한 주기성이 주어지는 것이다. 그 조건들은 일단 재생산 과정이 부단한 동요에 시달리게 되면 순환운동의 하향과정을 급격하게 한다. 또 그 조건들은 공황·불황·번영·호황의 네 개의 국면을 명백하게 구별하는 지표(指標)가 된다는 것이다.
우선 공황 국면에서는 그것에 선행한 호황기·번영기에 새로운 장비를 갖출 수 있었던 우수한 기업은 심한 경쟁에 이겨낼 수가 있으나, 전체적인 번영에 지탱되어 간신히 가동할 수 있었던 낡은 설비밖에 없는 불량기업은 그 존립기반을 위협받는다. 불황기에 있어서도 신규 설비는 갱신될 필요가 없고 극히 부분적인 자본절약적 개선이 이루어지는 일이 있을 뿐이다. 신규 투자도 공황기에 일시적으로 중단되었던 설비 계획의 재개를 위한 것이거나 또는 모험적인 것에 대해서만 행하여지고, 전체적으로는 지극히 낮은 수준에 머무르고 있다.
그러나 불황기에는 설비비의 부담이 경미하고 생산의 축소에 의해 이윤율을 비교적 빨리 회복할 수 있는 소비재 생산이 점차로 생산수단에 대한 수요를 증가시키고 그것이 생산재 산업을 지탱함으로써 상방(上方) 전환을 촉진시키게 된다. 그리고 마침내는 구설비의 갱신이나 신규의 설비투자가 증가하기 비롯하면서부터 원재료 생산부문의 확장이 앞서와는 거꾸로 소비재 생산부문을 확대시키는 것이다. 이와 같이 하여 전반적 확대가 계속되는 호황기가 시작된다.
호황기에는 축적자본이 풍부해지며, 그와 함께 이윽고 대규모의 설비투자가 시작된다. 생산수단에 대한 수요의 격증은 생산재의 가격을 상대적으로 높이고 그 사실이 또한 생산재 부문을 한 층 더 자극한다. 반대로 소비재부문의 확대에는 제한이 가해지게 된다. 전반적으로 물가가 높은 수준에 있으며 낡은 장비도 가동될 수 있으므로 갱신자금마저도 확장을 위한 투자에 돌려지고 새로운 투자는 점점 커져간다. 그러나 앞서의 번영기에 집중적으로 행하여진 투자가 이윽고 갱신기에 이르게 되므로, 갱신투자도 극히 커다란 양에 이르게 된다. 이와 같이 하여 고정자본재 생산부문이 가속도적으로 확대한다. 그것은 얼핏 보기에 무한한 확대를 가져올 듯이 보이나 그 사이에 신규설비의 대량 투입에 의한 이윤율이 저하하는 경향이 진행하는 것이다. 그리고 과잉생산은 갑자기 표면에 나타나 번영기는 공황국면으로 일전(一轉)한다는 주장이다.
이상에서는 고정자본의 갱신과 축적이 순환운동의 각 국면에 있어서 수행하는 기능을 보아온 셈이지만 그 갱신과 축적이 한 시기에 집중하여 행해지는 상황이야말로 고정자본의 운동을 공황주기의 물질적 기초로 삼는다는 것이다. 자본의 세계적 성격에서 오는 국제적 분업의 발전과, 국제적 경쟁에서의 우위를 획득하기 위해서는 국민경제적 재생산 궤도를 확립하려는 경향이 동시적으로 작용함에 따라 공황 현상도 한층 더 복잡한 세계 공황이라는 형태로 나타난다는 설이다.

### 노동가치설
마르크스 경제학은 자본주의 사회의 가장 간단하고 기초적인 범주인 상품의 분석에서 출발한다. 그리고 그러한 상품의 연구를 통해 그것에 내포되고 구체화되어 있는 사회적인 생산관계를 밝히려는 것이 가치론의 중요한 과제이다. 그러한 뜻에서 가치론은 마르크스 경제학의 가장 기초적인 이론 분야를 형성한다. 한층 더 구체적인 이론분야인 잉여가치론 자본축적론·재생산론 등은 모두 가치론을 기초로 하여 비로소 성립되는 것이다.
상품은 우선 그 가지가지의 자연적 속성에 따라서 인간의 욕망을 만족시킨다는 일면을 지니는 것이다. 그리고 인간의 어떤 욕망을 만족시켜 주는 성질 즉, 그것의 유용성이 그 자체의 사용가치이다. 그것은 상품의 가지가지의 자연적 속성에 의하여 규정되고 상품을 떠나서는 존재할 수 없다. 철·밀·면화 등의 상품 그 자체가 하나의 사용가치인 것이다. 그러나 상품의 사용가치는 단지 사용가치일 뿐만이 아니라 교환을 전제로 하는 타인을 위한 사용가치이다. 사실, 자본주의 사회에서 사용가치는 교환가치를 물질적으로 담당하는 것이므로 그것이 생산된다고 주장한다.
그 교환가치는 어떤 종류의 사용가치 다른 종류의 사용가치와 교환될 때의 양적 비율로써 나타난다. 가령, 저고리 한 벌이 20야드의 리넨과 교환된다고 하면 그 교환비율 속에 이 상품의 교환가치가 표현되어 있는 것이 된다. 그리고 저고리와 리넨이라는 두 개의 다른 것은 그것이 교환가치인 한에 있어서, 다같이 질적으로 동일하여 양적으로만 다른 '어떤 공통자'로 환원되어야만 한다.
그 '공통자'라 함은 상품 속에 투입되어 주체화되는 노동이다. 더구나 그 노동은 가지가지의 구체적인 유용(有用)노동이 아니고 질적으로 동일하며 양적으로만 다른 노동, 즉 추상적 인간노동이다. 그리고 상품은 모두 추상적 인간노동에 의하여 형성된 가치인 것이다.
그런데 상품 가치의 크기는 그 생산을 위한 사회적·평균적으로 필요한 노동시간, 즉 사회적 필요 노동시간에 의해서 정해진다. 이것을 가치 법칙이라고 한다. 자본주의 사회의 가장 주된 경제법칙이라 하겠다. 그러나, 이러한 가치 법칙은 상품 생산이 존재하는 한, 부분적으로 존재할 수 있다는 점에서, "원시공산제의 해체와 동시에 등장하는 것이며"(《요강》 III), 이 법칙은 "노예제 성립 이래 인류 사회에서 한 번도 빠짐이 없이 등장하였다."(《자본》) 사회적 필요 노동시간은 노동의 생산력과 함께 변화하는 것으로서, 거기서는 상품 가치의 크기는 사회적 필요 노동시간과 비례하고 노동의 생산력과는 반비례하여 변동한다고 한다.
상품과 마찬가지로 상품으로 나타나는 노동도 이중적인 성질을 갖고 있다. 즉 그것은 사용가치를 만들어내는 구체적인 유용노동과 가치를 형성하는 추상적인 인간노동과의 통일인 것이다. 그러나 추상적인 인간노동은 그 자체가 가치인 것이 아니고 그것이 상품이라는 대상적인 형태를 취하여 비로소 가치가 되는 것이다. 또 복잡노동은 같은 시간 내에 간단노동보다도 많은 가치를 발생시키는데, 그것은 복잡노동에는 보다 많은 임금이 지불되기 때문이 아니고, 복잡노동이 사회의 평균수준 이상의 숙련도를 가지며 배가(倍加)된 간단노동으로서 상품가치의 형성에 작용하기 때문이다. 나아가서 가치실체(價値實체)로서의 추상적 인간노동은 온갖 사회형태에 공통되는 초(超)역사적인 구체적 유용노동과는 달리 역사적인 틀에 짜여 있는 노동인 것이다.
상품은 다른 종류의 상품과의 관련에 있어서만 사용가치임과 동시에 가치가 된다는 이중적인 것으로 나타난다. 따라서 가치 및 가치의 크기가 나타나는 형태, 즉 가치형태 또는 교환가치라는 것은 상품가치의 필연적인 현상 형태이다. 모든 상품은 여러 가지의 자연적 형태를 취하지만, 동시에 그것은 화폐형태 또는 가치라고 하는 하나의 공통된 가치형태를 지니고 있다. 그러나, 화폐형태 또는 그 가격은 교환가치의 가장 발전된 형태에 불과한 것이다.
여기서 X량의 상품 A=Y량의 상품 B라는 관계를 다루어 보면, 이것은 간단한 가치형태를 나타내는 가치방정식이다. 이것은 좀 더 구체적으로는 20야드의 리넨=한벌의 저고리와 같이 표시된다. 이 경우, 이 방정식은 물물교환을 나타내는 것이 아니고 사용가치 및 가치라는 두개의 요인을 지닌 상품간의 관계를 나타내는 것이다. 그리고 좌변의 상품과 우변의 상품은 근본적으로 다른 기능을 갖고 있다. 즉, 좌변의 상품 리넨이 자체의 가치를 표현하는 것에 비하여 우변의 저고리는 단지 리넨의 가치표현을 위한 소재를 제공하는 데에 불과하다. 여기서 가치 방정식의 좌변쪽 상품을 상대적 가치형태에 입각한 상품, 우변의 상품을 등가형태에 입각한 상품 또는 등가 기능을 하는 상품이라 일컫는다. 이 가치방정식에 있어서는 좌변과 우변을 거꾸로 가져올 수가 있으나 그와 동시에 지금까지 상대적 가치형태에 서 있었던 리넨이 등가로서의 기능을 발휘하게 되고, 등가형태에서 있었던 웃저고리가 이번에는 상대적 가치형태에 입각한 상품이 되는 것이다.
그런데 20야드의 리넨=한벌의 저고리라는 방정식에서는 리넨의 가치만이 저고리라는 상품의 자연적 형태로 표현된다. 즉, 한 상품의 가치는 다른 상품의 사용가치로 표현되는 것이다. 게다가 그 가치가 표현되어야 할 상품에는 일정한 크기의 가치가 포함되어 있으므로 가치형태는 가치의 크기로 표현하지 않으면 안 된다. 그러나 가치의 크기는 생산력의 변화에 따라서 가지가지로 증감하는 것이며, 가치 크기의 움직임과 교환가치의 크기도 표현하지 않으면 안 된다. 그러나 가치의 크기는 생산력의 변화에 따라서 가지가지로 증감하는 것이며, 가치 크기의 움직임과 교환가치의 움직임이 반드시 일치하는 것은 아니다.
이상에서 보아온 바와 같이 상품 A의 가치는 질적으로는 자기의 자연적 형태와는 다른 상품 B의 사용가치의 일정 분량으로서 나타난다. 그러나 이 간단한 가치형태에서는 어느 상품에 대하여 다른 모든 종류의 상품과의 동질성이 표시되어 있는 것은 아니므로 가치의 사회적·일반적인 본성이 아직 충분하게 표현되어 있지는 않다. 그런데 간단한 가치형태에 있어서 등가의 기능을 발휘하는 상품은 상대적 가치형태에 입각한 상품과 다른 종류의 것이면 어떤 상품이라도 좋다. 따라서 하나의 상품이 다른 각종의 상품과 가치관계를 맺음에 따라 동일한 상품에 대해서의 다수의 간단한 가치표현이 생기는 것이다. 그리고 그것들의 통합에 의해서 간단한 가치형태는 보다 진보된 하나의 형태, 즉 전체적인 가치형태로 발전하는 것이다.
이러한 전체적인 가치형태는 이전의 간단한 가치형태보다도 상품가치의 사회적·일반적인 본성을 나타내는 데 한층 적합하다. 그러나 이 가치형태에 있어서도 각종 상품의 공통된 가치표현이 이루어지지 않고, 또 등가로서 기능을 발휘하는 상품의 수가 무한히 증가할 수 있으므로 상대적 가치형태에 있는 상품의 가치표현이 항상 미완성에 머물러 있을 결함이 있다.
그런데 전체적인 가치형태는 20야드의 리넨=한 벌의 저고리, 20야드의 리넨=10파운드의 차 등등의 간단한 가치표현의 총계이다. 그리고 이러한 방정식은 각각 좌변과 우변을 바꿔 넣을 수 있고 거기서 전체적인 가치형태를 역전시키는 것에 의하여 비약적으로 발전한 형태, 즉 일반적인 가치형태에 다다르는 것이다.
이 형태에 있어서는 전체적인 가치형태에 내포되어 있던 결함이 모두 제거되는 것이 된다. 이와 같이 하여 일반적인 가치형태가 비로소 각종의 상품을 서로 가치로써 관련짓고, 또는 ㅋ들을 교환가치로써 서로간에 현상(現象)시키는 것이다. 게다가 그와 동시에 모든 상품이 서로간에 양적으로 비교될 수 있는 가치의 크기로서도 관계를 갖도록 되는 것이다.
일반적인 가치형태에서는 가지가지 상품의 공통적·통일적인 가치표현은 하나의 상품을 상품의 세계로부터 배제시킴으로써 그 상품에 일반적 등가라고 하는 독자의 등가형태를 부여한다. 앞서의 보기에서 리넨은 다른 어떠한 상품과도 직접 교환될 수 있는 독특한 지위, 즉 일반적인 직접적인 교환 가능성의 지위를 차지하는 것이 된다. 이 독자적인 지위는 다른 상품에도 귀속될 수 있는 것이다. 그러나 그러한 상황에서 일반적인 가치형태에 있어서의 각 상품의 가치표현은 불안정한 채로 있게 된다. 그러한 결함을 제거하기 위하여 어느 상품을 종국적으로 상품의 세계에서 배제한다. 그러한 작업을 통하여 사회적으로 일반적 등가의 지위를 부여받은 상품이 화폐상품이다. 즉 그러한 독자적인 상품의 화폐로서 기능을 발휘하는 것이다. 그 독특한 지위를 획득한 것이 금이다. 거기서 일반적인 가치형태에 있어서 리넨 대신에 금이라는 상품을 등가형태 쪽에 둔다면 다음과 같은 새로운 형태, 즉 화폐형태에 도달하는 것이된다.
화폐형태에 있어서는 일반적 등가의 형태가 금이라는 특정상품의 자연적 형태=사용가치와 결합되어 있어서, 그것에 의해서 상품세계의 가치표현이 객관적·고정적으로 되어 있다. 그런 뜻에서 화폐형태는 일반적인 가치형태의 한층 더 발전된 형태이며, 나아가서는 가장 발전된 가치형태인 것이다.
그런데 어느 상품의 가치를 화폐로서 기능을 다하고 있는 상품, 즉 금으로 나타낸 것이 그 상품의 가격형태이다. 따라서 가격이란 상품의 가치를 화폐로 나타낸 것이다.

### 이윤율의 경향적 저하 법칙
마르크스 경제학에 있어서는 자본의 유기적 구성, 잉여가치율, 이윤율이라는 세 개의 비율이 쓰이고 있다. 우선 '자본의 유기적 구성'이란, 기계·원료 등의 불변자본을 , 노동력으로 형성되는 가변자본을 로 한 경우에 또는 로서 표시되는 것이며 이 비율이 커질수록 유기적 구성은 고도화되었다고 한다.
다음으로 자본가가 지불하는 노동력의 가치 이상으로 생산된 부분을 '잉여가치'라 하며, 그것을이라 한다면,으로 표시되는 것이 '잉여가치율'이다. 그것은 또 소위 '착취율'이라고도 불린다.
또 '이윤율'이란, 잉여가치와 불변자본과 가변자본과의 합계인 총자본과의 비율이며, 그것은 또는 총자본을 로 하여 이라 표시된다. 이러한 개념을 사용하여 이윤율의 경향적 저하의 법칙이 전개되는 것이다.
평균 이윤율은 이상에서 보아온 바와 같이 사회에서 기능을 발휘하고 있는 총자본에 대하여 일정기간 중에 생산된 잉여가치의 총액의 비율인 바, 그것은 총자본에 의한 총노동의 착취를 나타내는 것이므로 자본가계급 전체에 있어서 중요한 것이라는 설이다. 그러나 이 평균 이윤율은 개개의 자본가에 있어서는 단지 외부에서 사회적으로 부여된 것으로 나타남에 불과하다. 거기서 개개의 자본의 관심은 이러한 평균이윤을 넘는 초과이윤의 획득에 지향되는 것이다. 그리고 거기에서 가지가지의 모순이 발생하는 것이다.
우선, 개개의 자본은 초과이윤을 획득하기 위하여 끊임없는 축적에 의하여 노동의 생산력을 증대하고 상품의 가격을 시장생산가격 이하로 끌어내리려고 노력한다. 그 과정에서 개개의 자본하에서의 노동생산력의 발전과 자본의 유기적 구성의 고도화가 진척되고, 그것은 이윽고 그러한 개별자본이 속하는 생산부문 전체에 파급하고, 나아가서는 사회의 총자본의 유기적 구성까지도 높여가게 되는 것이다. 즉 초과이윤을 획득하기 위하여 행해지는 개별자본의 축적과 생산력의 발전은 사회 전체 자본의 유기적 구성의 고도화를 초래하게 한다. 그러나 그것은 앞서 보여준 세개의 비율관계에서 분명한 바와 같이 잉여가치율이 달라지지 않는 한, 일반적 이윤율의 저하를 초래하는 것이다. 요컨대, 개별자본의 부단한 이윤추구가 이윤율의 체감(遞減)이라는 뒤바뀐 결과를 생겨나게 하는 것이다.
이러한 모순은 또 사회 전체로서의 이윤율과 이윤량의 관계로써 나타난다. 자본축적에 뒤따르는 일반적 이윤율의 저하는 사회의 절대량으로서의 이윤의 증대를 제약하게 되지는 않고, 반대로 이윤율의 저하는 사회의 총자본의 이윤총액의 증대와 동시적으로 진행한다. 그것은 이윤율의 저하를 가져오는 자본의 축적과 생산력의 발전이라는 같은 과정이 개개의 자본의 집적을 통하여 사회의 총자본에 의해서 착취되는 고용노동자의 수를 증대시키기 때문이라는 주장이다. 이와 같이 하여 개별자본이 초과이윤을 지향하여 끊임없이 자본축적과 생산력의 발전에 힘쓰는 과정이 사회전체로서는 한편에서의 일반적 이윤율의 저하와 다른 편에서의 이윤율의 증대를 불가피하게 하는 것이다. 이 이윤율의 저하와 이윤량의 증대화의 필연적인 관련·모순을 지칭하여 '이윤율의 경향적 저하의 법칙'이라 일컫는다.
그런데, 이 법칙은 자본축적, 즉 사회자본의 증대가 평균적 이윤율의 저하를 가져오게 하는 자본의 유기적 구성의 고도화보다도 급속하게 행해져서, 비로소 실현되는 것이다. 그것은 이윤율이 가령 1/2로 저하하고, 더구나 이윤량이 증대하기 위해서는 투입되는 자본이 2배 이상으로 증가할 필요가 있기 때문이다. 그리하여 개개의 자본에 의하는 초과이윤의 추구가 사회적으로는 평균이윤의 저하라는 결과를 초래하고, 그 결과가 반대로 개개의 자본에 의한 보다 급속한 축적 원인이 된다. 즉 '이윤율의 경향적 저하의 법칙'은 개개의 자본에 대하여 이윤율의 저하를 이윤량의 증가로 보충하기 위한 보다 급속한 축적에의 강제법칙으로서 현실적으로 작용하는 것이다.
이윤율의 경향적 저하의 법칙은 그 자체로써 자본축적 과정의 모순의 표현이며, 축적을 그 과정에 내재하는 한계를 넘어서 추진시킨다. 그 결과, 주기적으로 공황에 의한 폭력적인 조정을 불가피하게 한다. 이 사실은 자본주의적 생산의 역사적 한계를 밝히고 있으며, 자본주의적 생산 그 자체의 지양이라는 물질적 조건을 성숙시켜 간다는 것이다. 이 법칙은 자본의 축적을 끊임없이 향상시키는 조건이 됨과 동시에 집적의 과정에서 경쟁에 진 약소자본이 대자본에 의한 집중을, 나아가서는 독점의 형성을 초래하게 된다. 따라서 자본주의에 대신하여 보다 고도의 사회형태를 요구하는 것과 같은 생산의 거대한 사회화를 촉진시킨다는 것이다.

### 궁핍화이론
자본주의 사회에 있어서는 자본축적의 진행과 함께 필연적으로 자본가계급 쪽에는 '부의 축적', 노동자계급의 쪽에는 '빈곤의 축적'이 초래되어, 노동자 계급은 점차로 절대적이면서 상대적으로도 궁핍화되어 간다고 주장을 한다. 이러한 경향의 필연성을 해명하는 것이 궁핍화 법칙이다.
자본주의적 생산이 자본가의 쪽에 '부의 축적', 노동자의 쪽에는 '빈곤의 축적'을 초래케 하여 그들 사이에 날카로운 대립을 생겨나게 하는 것은 18세기 중엽에 처음으로 지적된 것이지만, 그것을 이론적으로 설명한 것은 영국 고전파 경제학자의 '임금 기금설(基金說)'이었다.
그에 의하면, 어느 시점·장소에 있어서의 노동자계급에 지불되어야 할 임금의 총액은 일정하므로 노동자의 수가 증가하면 1인당 임금은 감소하는 것이 된다. 게다가 맬서스(1776∼1834, 영국의 경제학자)의 '인구원리'에 입각하여서 노동자수는 점점 증대하므로 노동자계급은 한층 더 궁핍화되어 가는 것이다. 이 이론은 일견해서는 꽤 설득적이지만 현실적으로는 고정적인 임금기금의 제한은 존재하지 않아 그 점에 결정적인 결함이 있었다.
궁핍화의 필연성을 자본주의적 축적의 일반적 법칙과 결부시켜 설명한 것이 마르크스였다.그에 의하면 자본의 축적이 진척됨에 따라서, 기계·원료 등의 불변자본 C와 노동력으로 형성되는 가변자본 V와의 비율인 자본의 유기적 구성 C/V가 고도화되는 결과로 노동자의 궁핍화가 발생하는 것이다. 즉 자본의 유기적 구성의 고도화의 결과로 노동자는 절대적으로 증가함과 함께 그 일부는 자본과의 비교에 있어서 상대적인 과잉한 인구, 바꾸어 말하자면 산업예비군으로서 누진적으로 형성되어 온다. 그러한 노동자계급의 상층부분은 점차 하층부분으로 전락한다는 것이다. 그것은 자본주의적 생산은 자본가가 지불한 노동력의 가치 이상으로 생산된 부분인 잉여가치를 무한히 추구하기 위하여 임금을 끊임없이 노동력의 가치 이하로 끌어내리려 하기 때문이다.
이 경향은 산업예비군의 존재에 의하여 한층 더 강화된다. 이리하여 노동자계급 전체가 궁핍화하고 절대적으로 자본에 예속화된다고 한다. 이 사실을 지칭하여 '절대적 궁핍'이라 한다. 또 생산력이 증대한 결과, 생활 자료들의 가치는 저하하고 그 경우에 노동시간의 단축이 행하여지지 않는다면 노동자 계급은 비록 노동력의 가치에 대등하는 임금을 받을 수 있다고 하더라도 사회적 총생산물 중에서 그들이 받아들이는 부분은 감소된다고 한다. 이와 같이 하여 노동자계급의 지위는 자본가계급과 비교하여 한층 더 끌어내려지게 되는 것이며 이 사실을 지칭하여 '상대적 궁핍화'라 일컫는다.
이상과 같이 궁핍화 법칙이란 자본주의적 축적 과정에 내재하는 경향의 한 측면을 지칭하는 것으로서 자본주의적 축적과정에 있어서의 노동자계급의 상태의 본질을 규정하는 것이다. 그리하여 궁핍화 법칙은 『자본론』에서는 항상 자본주의적 축적의 다른 한 측면인 '부의 축적'과의 관련에서 포착되고 있다. 즉, '빈곤의 축적'은 자본측에서의 '부의 축적'에 대한 불가분의 대극(對極)이라 생각되는 것이다. 그리고 마르크스의 생각으로는 노동자가 모든 생산수단과 생활자료에서 떨어져 나가 임금 노동자로서 자본에 대하여 종속돼 있는 상태 그 자체가 노동자의 '궁핍'인 것이며, 이러한 자본과의 관계에 있어서의 노동자 상태의 확대재생산의 과정이 노동자의 '궁핍화'인 것이다.
자본주의적 축적과정은 이러한 생산관계 그 자체의 확대재생산 과정이며, 그것은 동시에 산업예비군의 누진적 형성을 지레로 하여 노동자가 자본에 종속되어 가는 과정이라는 것이다. 그러한 과정을 거쳐서 '빈곤의 축적'은 행하여진다. 바꾸어 말하면, 노동자 계급의 지위·상태가 저하해간다는 것이 궁핍화 법칙인 것이다. 이러한 궁핍화 법칙의 작용은 가지가지의 복잡한 형태로 노동자 계급 사이에 실현되어 간다는 것이다. 마르크스는 이를 '빈곤·노동고·노예상태·무지·야생화(野生化) 및 도덕적 타락의 축적'이라고 표현하고 있다. 그리고 그것은 노동의 역관계 등의 역사적 제반사정을 통하여 작용하는 것이다.
따라서 이러한 궁핍화 법칙의 작용과 발현(發現)의 역사적 해명을 위하여 노동자계급의 상태를 구체적으로 보여주는 여러 지표가 필요한 것이다. 이에 대해 마르크스는 101항목을 들고 있는 바, 크친스키(독일의 경제사가·노동운동가)는 보다 포괄적으로 노동자 보호입법, 실업과 조업단축, 노동시간, 노동강도(强度), 임금, 생계비 등 17가지의 지표를 사용하고 있다. 이런 지표에 의해서 구명된 노동자 계급의 광의(廣義)의 생활수준의 변동을 분석함으로써, 가령 자본에 대한 노동자계급의 지위가 저하되는 경향을 포착하려는 것이다.

### 농업의 이론
마르크스는 공업 분야에 있어서 수공업자에 의한 소규모 경영이 자본주의적인 대규모 경영에 의해서 구축되어 간다고 밝혔는 바, 그는 또 농업도 그 예외는 아니라고 기술하고 있다. 즉, 자기가 소유하는 작은 면적의 토지를 가족의 노동력으로 경작하는 것과 같은 자영(自營)농민층은 자본주의의 발전과 함께 차차 노동자계급으로 전락하고, 이에 대치하여 자본주의적인 농업경영 방식이 등장하게 된다는 것이다.
마르크스는 그 이유를 『자본론』 제3권에서 다음과 같이 지적한다. 그 첫째는 공업의 발전이 농촌 가내공업을 파멸시키고 농민적 토지소유의 기초를 뒤흔드는 데 있고, 두 번째 이유는 농민의 공유지(共有地)가 대지주에 의해서 수탈되는 것이며, 그리고 세 번째는 국내의 소농민 경영이 식민지의 대농 경영과의 경쟁에 봉착하게 되는 것이다. 이와 같이 하여 농업에도 공업과 마찬가지로 자본주의적 대규모 경영이 지배적으로 되어 오는 셈인데, 마르크스 경제학에서는 농업과 공업의 불균등한 발전문제나 농업 공황의 문제가 그 중심과제가 되고 있다.
우선, 농업과 공업 상호간 불균등한 발전의 문제란 모든 자본주의 국가에 있어, 나아가서는 산업자본주의 단계에 있어서나 독점 자본주의 단계에 있어서도 농업의 발전이 공업의 발전보다도 지연되는 필연성이 있다는 것이다. 그 최대의 근거는 농업에서는 토지가 가장 주요한 생산수단이며, 그것이 토지소유에 의하여 억제당하고 있으므로 지대(地代)를 생기게 하고, 그것이 농업에 있어서의 자본축적을 저해한다는 사실을 들 수 있다.
또 자본주의 사회에 있어서의 농업과 공업과의 불균등 발전은 재생산의 구조라는 관점에서 본다면 사회의 2대 생산부문인 생산재 생산부문과 소비재 생산부문과의 불균등 발전의 법칙에 크게 규정되어 있으며, 이 법칙의 한층 더 구체적인 모습이라 말할 수 있다는 것이다. 그것은 농업부문은 소비재 생산부문에 속해 있다고 풀이될 수 있기 때문이다. 이러한 근거에서 농업은 공업보다 뒤떨어지는 필연성을 지니는데 독점자본주의 단계에서는 농업과 공업의 불균등한 발전은 한층 더 심해진다.
그것은 공업부문에 있어서 성립한 독점자본이 자본수출과 식민지 획득이라는 제국주의적 진출에 의하여 식민지 농업에 의존하거나 또는 제국주의적 진출을 위한 기반으로서 자국의 농업을 수탈하는 등 농업부문의 낙후를 산업자본주의 단계보다도 격하시키게 되기 때문이라는 것이다.
그런데 자본주의적 대농경영에 있어서는 농산물 가격은 최열등 경작지의 비용가격과 평균이윤과 지대와의 합계로써 결정된다. 그러나 소농민이 동시에 토지 소유주이며 소자본가인 자작농적 소농민 경영하에서 농산물가격은 불변자본과 가변자본과의 비용인 비용가격의 수준에서 결정된다. 이것이 소농민 경영이 지배적인 나라에서는 자본주의적 대농경영의 나라에 있어서 보다도 농산물가격이 낮은 원인이 되고 있다는 것이다. 이러한 소농민 생산물이 낮은 가격인 것에 비하여 독점자본에 의해서 생산된 공업제품이 독점적인 높은 가격으로 소농민에게 판매되기 때문에 소농민의 실질적 소득은 상대적으로 한층 더 저하한다는 것이다.
여기에 공업제품 가격의 등귀와 농산물 가격의 동시적 하락 현상, 즉 쉐레(농산물과 공업제품의 가격 차이)가 문제로 되는 근거가 있다는 것이다. 이 현상은 특히 독점자본주의 단계에 있어서 뚜렷하게 나타났다. 독점자본주의 단계에서는 독점적 거대자본의 생산물인 공업제품은 독점적 조직을 통하여 독점가격으로 판매되는 데 비하여, 농산물 가격은 낙후된 소농민 경영이 잔존하고 있는 등의 이유에서 조정이 곤란해지고 있다. 그결과 농산물 가격은 일반적으로 물가가 하락할 경우에는 공업제품 가격의 하락률 이상으로 하락하고, 물가 상승의 경우에는 공업제품 가격의 상승률 이하에 머무르는 경향이 강한 것이다. 그러한 뜻에서 쉐레의 존재는 농산물 가격의 불리성, 농산물과 공업제품과의 부등가(不等價) 교환의 증대를 표시하는 지표가 된다고 말할 수 있다는 것이다.
다음으로 농업공황이 문제가 되는데, 농업공황은 사회적 소비력을 넘은 농산물의 과잉생산이며, 그것은 농산물 가격의 급격한 하락을 통하여 농업경영을 정체시키며 수탈하고 생산 및 시장의 새로운 균형을 가져오기까지 계속되는 과정으로서 포착될 수 있다. 이러한 농업공황은 자본주의의 재생산구조가 지니는 기본적인 모순의 폭발인 공황이 농업에서 나타난 것이며, 그것은 또 주기적인 것이기도 하다는 것이다.
즉, 주기적인 경기순환에 근거를 둔 공업공황은 실업, 임금의 절하, 국민소득의 저하, 농산물을 원료로 하는 공업의 생산축소를 초래하여 농산물에 대한 수요를 감소시키고, 그 가격을 하락시키는 것과 같은 과정을 거쳐서 결국은 농업의 주기적인 공황을 야기시킨다는 것이다. 그리고 농업은 공업에 비교하여 기술적 수준이 낮고 불변자본의 대부분을 스스로 재생산하며 또 농업에 투입된 자본이 토지 구입에 할당되는 등으로 농업공황은 명확한 형태로는 나타나지 않고, 그러면서도 장기적인 경향을 지닌다는 특징을 갖는다는 것이다.

### 금융자본론
독점적 산업자본과 독점적 은행자본이 융합함으로써 일체화된 새로운 독점자본이 금융자본이다. 자본주의는 20세기 초엽에 그 최신 단계인 제국주의 시대로 들어섰으며, 금융자본의 활동 지배는 이에 대응하는 것이다.
자본주의 경제는 개개의 자본의 자유경쟁을 그 행동원리로 하여 발전하는 것인데, 그러한 자유경쟁에 근거를 둔 생산과 자본의 발전은 결국, 생산의 집적을 진행시켜 간다. 또 생산의 대규모화는 기술적 진보를 도입하면서 행하여지므로 불변자본과 가변자본과의 비율인 '자본의 유기적 구성'의 고도화와 함께 촉진된다. 그리하여 거대한 설비를 갖출 수 있는 대기업일수록 경쟁에 유리하며 소수의 거대기업이 다수의 소기업을 압박하여 시장에 있어서 지배적인 힘을 장악하는 상태가 발생한다. 이와 같이 하여 산업에 있어서의 독점이 성립된다는 것이다.
그런데 대규모화가 진행되기 위해서는 고도로 발전된 생산력이 필요하며 그렇게 되려면 대량의 자본을 한꺼번에 투입할 수 있어야 한다. 더구나 이 대량의 자본은 거대한 고정적 설비에 투입될 필요가 있으므로 장기적으로 이용할 수 있는 자본이 아니면 안 된다. 이러한 대량이며 장기에 걸쳐서 이용가능한 자금에의 길을 열어준 것이 주식회사제도였다. 주식회사는 타인이 소유하는 자본을 집중하여 이용하고 더구나 장기적으로 이용할 수 있도록 회사의 자기자본으로 전환시키는 것이다. 여기서 자본주의 사회에 있어서의 특유한 형태인 자본의 집중·조달 방법이 등장하게 되었다.
그러나 주식회사는 자본을 집중하고, 게다가 그것을 돌려줄 필요가 없는 것으로서 모으는 것이지만, 그 범위는 기존의 자금으로 한정되어 있다. 그런데 은행은 자본을 집중시키고 이용할 뿐만 아니라 필요에 따라서 화폐적 수단을 추가공급할 수 있는 기능을 부여받고 있는 것이다. 그리고 주식회사의 자본집중작용도 은행의 추가공급 기능과 결합하여 비로소 현실적인 자금순환 작용을 행할 수가 있는 것이다. 이 사실에서 산업자본과 은행자본의 결합이 생긴다. 주식회사는 직접적인 소유하의 자본만으로는 대기업에 있어서의 생산력의 발전을 더 이상 기대할 수 없는 상황에서 발생한 것이었다. 그리고 거기에서는 소유와 기능의 분리가 실현되어 있었던 것이다.
그러나 자본은 한번 분리된 기능에의 지배를 회복하려고 한다. 그 결과 주식의 태반을 대표하는 극소수의 대주주가 주식회사의 기능을 지배하기에 이르는 것이다. 이러한 지배는 대주주 측으로 본다면, 이전과 같은 자본량으로 2배 이상의 기능을 지배할 수 있다는 것, 즉 지배자본의 절약이 되지만 다른 다수의 출자자로 본다면 그것은 자기의 단순한 금리생활자로의 전락을 뜻한다. 이와 같이 하여 자본 내부에서의 지배체제의 변화가 발생한다. 그리고 이러한 개개의 주식회사 내부에서의 지배체제의 변화는 더욱 발전하여 집단적 지배체제로 나아간다.
그것은 다른 기업의 주식도 집중시켜 소유함으로써 기업 상호간에까지 지배의 범위를 확대하는 것, 즉 기업집중을 뜻한다. 거기에서는 보다 효율적인 자본의 절약과 지배 범위의 누진적 확대가 가능해진다. 그 결과 동일 산업부문에서의 기업의 집단지배인 트러스트나 다른 산업부문간에 걸친 다각적인 집단지배로서의 콘체른이 형성되어 오는 것이다. 그런데 주식집중을 위해서는 은행자금의 이용이 유리해지므로 주식의 집중을 통한 지배체제의 확대는 은행 자본과의 결합을 수반하게 된다. 이리하여 총합적 금융력을 지닌 소수자의 자본지배체제인 금융 과두제(寡頭制)가 성립한다. 그것은 금융자본의 지배체제를 이루는 것이라는 설이다.
이상에서 보아온 바와 같이 산업자본과 은행자본이 결합한 독점적 지배체제는 한편에서는 높은 능력수준의 투자를 대규모로 실현하는 구조를 갖추고, 다른 한편으로는 생산 제한을 통하여 독점가격을 설정한다. 그리고 후자의 작용은 결국, 사회적 소비능력에 대한 압박과 그 삭감을 초래한다. 이 투자와 소비와의 대립은 독점체제가 야기시킨 구조적 변화이며 그것은 한층 더 확대되고 더욱더 만성적인 것이 된다고 한다. 이 사실은 생산능력의 과잉이 만성적이 됨을 뜻하고, 그것은 또 자본이 과잉이 된다는 것이다. 거기서 그 돌파구를 해외로 추구하는 자본수출이 재생산을 위한 조건이 되는데 그것은 또 재생산체계의 국제적 연관을 표시하는 것이다. 금융자본에 대해서는 은행자본에 의한 산업자본의 지배를 강조하는 힐퍼딩(1887∼1943, 독일사회민주당의 이론적 지도자·정치가)의 설이나 산업자본의 우위를 강조하고 오히려 독점자본이라 지칭해야 한다고 주장하는 스위지(1910∼ , 미국의 사회주의 경제학자)의 설도 있다.

### 제국주의 이론
제국주의 이론의 완성자라 일컬어지는 레닌의 정의에 의하면, 제국주의란 자본주의의 독점적 단계이며 그것은 다음과 같은 여러 특징을 지닌다고 주장한다.
즉 첫째로 자본주의의 본래의 성질인 자유경쟁이 그 반대물로서의 독점에 전화할 만큼 생산자 자본의 집적이 고도로 발전하고 있다는 것, 둘째로 독점적 산업자본이 융합하여 금융자본이 되고, 이 금융자본이 전 산업을 지배한다고 하는 금융 과두제가 성립한다는 것, 셋째로 산업자본주의 단계의 중요한 과제였던 상품 수출과는 별도로 자본수출이 특히 중요한 의의를 지니게 되는 것, 넷째로 국제 카르텔이나 국제 트러스트 등의 국제적인 자본가의 독점단체가 형성되고 세계적 규모로 시장분할이 행하여지는 것, 다섯째로 자본주의 열강에 의한 세계의 영토적 분할이 일단 완료하고 새로이 그 재분할을 둘러싸고 자본주의 열강 사이에 전쟁의 위기가 발생하고 있다는 것, 이러한 점이 제국주의적 특징을 형성한다고 주장한다.
산업 자본주의 단계에서는 그 원동력으로서 기능을 발휘해온 자유경쟁이 제국주의 또는 독점자본주의의 단계에서는 독점으로 전화되고 있다는 것이다. 그 결과, 생산의 사회화가 대폭적으로 진행된다. 특히 기술상의 발명이나 개량의 과정도 사회화된다. 이전의 자유경쟁과는 전혀 달라지고 집적은 한 국가뿐 아니라 전 세계 모든 원료자원의 개산(槪算)을 행할 만큼 진행되어 왔다. 자본주의는 그 제국주의적 단계에 있어서 생산의 가장 전면적인 사회화에 접근한다는 것이다. 그러나 생산은 사회적이 되지만 그 성과의 취득은 여전히 사적(私的)인 채로이다.
이러한 생산의 사회적 성격과 그 성과 취득의 사적 성격이라는 모순이 자본과 노동의 적대관계를 격화시키고 생산의 무계획성을 격화시킨다. 나아가서 생산과 소비와의 모순을 주기적으로 필연화하여 자본주의를 정체시키고, 이윽고 사회주의로 이행시킨다는 것인데, 제국주의는 그 과정에 있어서의 과도적인 자본주의로서, 또는 사멸하고 있는 자본주의로서 특징지어진다고 하는 주장이다. 이상에서 보아온 바와 같은 생산의 사회화를 근거로 하여 자본의 집적과 독점의 형성이 이루어져 간다. 즉, 제국주의의 단계에 있어서는 은행이 주식회사제도를 통하여 생산의 집적을 추진하고 은행자본과 산업자본이 융합한 금융자본이 성립하여 그 금융자본이 전 산업을 지배하는 금융 과두제로 나타난다는 것이다.
이 금융자본의 성립 이론은 힐퍼딩에 의해서 우선 지적된 것이나, 그의 이론은 생산의 사회화를 기초로 하지 않은 독점자본주의론이며 독점이 고도화되어감에 따라 생산의 사회적 성격과 그 성과를 취득하는 사적 성격과의 모순을 고려에 넣지 않았다 하여, 레닌은 이에 비판을 가하고 있다. 그런데, 생산과 자본의 집적은 국내뿐만이 아니고 세계적 규모에 있어서도 진전하여 원료자원과 시장에 대한 국제적인 독점단체에 의한 지배가 실현된다. 즉 공업국을 중심으로 한 국제분업이 확대되고 선진공업국은 후진국을 예속시키고 그 사이에 통일적인 통화, 신용제도나 배타적인 관세·통상제도를 설치한다. 다른 한편으로는 선진공업국간의 무역·금융거래의 관계도 심화되어 국제적인 독점자본의 교류가 생기고, 국제적 독점단체가 등장한다는 것이다. 여기서 자본주의 세계체제가 성립한다는 주장이다.
그러나 그것은 '경쟁하는 제국'으로 구성되어 있으며 제국주의 단계에서는 국가간의 발전이 불균등하므로 각국의 생산능력과 세계시장의 지배범위 사이의 모순이 증대함에 따라서 제국주의 국가간의 대립이 심화된다는 것이다. 또 제국주의 본국과 식민지 사이에도 대립이 발생한다. 이것은 생산의 사회화가 세계 경제체제 속에서 발생시키는 모순이라는 것이다.
자본주의하에서는 개개의 기업이나 산업, 개개의 국가가 균등하게 성장한다고 생각되지는 않는다. 그것은 자본주의적 생산의 무절제함에 기인한다. 거기에서는 '힘에 따라서' 분할이나 지배가 행하여진다는 주장이다. 그런데 힘은 경제발전에 따라서 변화한다. 이와 같이 하여 생긴 경제상 혹은 정치상의 발전의 불균등성은 각각 공황과 전쟁을 통하여 균형을 회복하게 마련이라는 주장이다. 이러한 불균등한 발전은 특히 자본주의의 제국주의 단계에 있어서 현저하다는 것이다. 그것은 다음의 두 가지 조건에 의한다고 한다. 첫째는 이 단계에서는 독점이 지배적이라는 것이다.
그 결과, 독점자본은 다른 약소자본보다도 유리한 조건하에서 재생산을 행할 수 있으며, 이윽고 조건 그 자체의 독점을 통하여 다른 자본을 배제한다는 것이다. 두 번째의 조건은 이 단계에 이르러 자본주의 세계경제 체제가 성립되었다는 사실이다. 그것은 자본주의의 세계적 구조의 형성이며, 선진공업국에 의한 식민지의 수탈 및 그것을 둘러싼 선진공업국간의 치열한 경쟁이 행하여짐을 뜻한다. 이리하여 자본주의하에서는 불균등한 발전이 개개의 기업·산업·국가간에서 보편화하고 자본주의의 전반적 위기를 맞이하게 되었다고 주장한다.

### 자본주의 붕괴론
마르크스는 자본주의적 생산과정의 분석을 통해서 자본주의는 그 자체의 운동법칙에 따라서 발전하나, 이윽고 그 기본적 모순에 의해서 발전이 정체하게 되고 드디어는 붕괴한다고 주장했다. 그리고 그와 같은 기반에서 사회주의로의 이행 조건이 갖추어진다는 식으로 논하고 있다. 이러한 설을 지칭하여 자본주의 붕괴론이라 한다.
자본주의는 경쟁에 의해서 이윤을 추구하는 체제이지만, 한편으로는 생산과정의 사회적 성격을 끊임없이 밀고 나가며, 다른 한편으로는 여전히 생산의 성과를 사적·자본주의적으로 취득하는 일이 행하여지고 있다는 것이다. 이러한 생산의 사회적 성격과 그 성과 취득의 사적 성격과의 사이의 모순이 자본주의 생산양식의 기본적 모순이라는 것이다. 그리하여 자본주의적 축적이 그와 같은 모순을 격화시킨다는 것이다. 즉 자본주의는 단순 협업(協業)에서 매뉴팩처(공장제 수공업), 기계제 대공업에 이르고, 생산력이 발전하는 과정에서 개개인의 자급자족경제와 장인(匠人)의 길드적 생산과 같은 봉건적 사적생산을 타파하고 그에 의하여 우선 집단적으로만 사용될 수 있는 대규모의 생산수단을 집적시킨다.
또 그것과 대응하여 분업과 협업을 권장하는 과정에서 노동을 집단적 노동으로 전화하고, 생산물을 개개인의 것으로부터 집단적·사회적 생산물로 전환했다는 것이다. 생산과정의 이러한 집단적·체계적 성격을 '생산의 사회적 성격'이라 일컫는다. 그리고 이상과 같은 과정은 동시에 사회적 분업을 권장하고 기업 및 생산부문간의 상호의존관계를 확대시키는 결과, 시장의 지방적인 틀을 타파하여, 전 국가적 규모의 시장에서 세계시장에까지 확대시킨다. 노동생산력의 급격한 발전은 이러한 생산과정의 사회화와 그 결과인 유통과정의 사회화에 의해서만 그 물질적 기초가 주어지는 것이다.
마르크스의 주장에 따르자면, 이와 같이 생산과정의 성격적 변화가 행하여졌음에도 불구하고 생산수단은 여전히 자본가계급에 의하여 사적으로 소유된 채로이고, 그 결과 생산의 성과도 모두 자본가계급에 사적으로 취득된다는 것이다. 이 취득은 단지 사적인 것일 뿐만 아니라 타인의 노동의 성과를 취득하는 것이며, 그것이야말로 바로 자본주의적 성격의 것이라고 한다. 생산수단과 생산과정이 집단적·사회적 성격을 지니고, 따라서 생산물도 사회적 생산물로서의 성격을 지니는 데 반하여, 생산수단의 소유는 사적 성격을 지니고, 따라서 생산물의 취득도 사적·자본주의적인 성격 그대로라는 모순이야말로 자본축적의 진행과 함께 자본과 노동의 계급적 대립, 생산의 무계획성을 격화시키고 공황으로서 나타나는 생산력과 소비력과의 모순·폭발을 주기적·필연적으로 야기시키는 근본적 원인이라는 것이다. 이러한 근본적인 모순은 자본주의의 발전에 따라서 한층 격화된다고 한다. 그리고 마르크스는 이 모순이 생산의 사회적 성격에 비추어 생산의 성과가 사회적으로 취득되고 분배되는 것과 같은, 보다 고차적인 생산양식, 말하자면 사회주의의 실현에 의하여 비로소 제거된다고 주장했다.
자본주의의 발전은 또, 자본의 축적과정을 통하여 한편으로 자본의 집중에서 오는 소수의 거대 자본가에 의한 약소자본의 집중에서 오는 소수의 거대자본가에 의한 약소자본가의 수탈을 초래하며, 다른 한편으로 점점 더 증가하는 노동자의 편에 빈곤·노동고의 축적을 촉진시킨다고 주장한다. 자본주의적 축적의 진전은 독점적 대자본가로의 집중에 의한 자본가 수의 부단한 감소와 노동자계급의 부와 인간성으로부터의 소외의 진전인데, 그것은 동시에 노동자계급의 조직력을 확대하고 그의 반항을 격하시킨다는 설이다. 즉 생산의 사회적 성격과 그 성과 취득의 사적 성격과의 모순이라는 객관적 조건에 덧붙여 점차 증대하는 노동자의 계급적 자각과 단결이라는 주체적 조건이 서로 제휴해 자본주의적 생산양식에 변혁을 초래한다는 것이다.

## 같이 보기
- 자본 축적
- 진화경제학
- 에르네스트 만델
- 모리시마 미치오